# Million Doll
Million Doll（日语：ミリオンドール），中文譯名「百萬偶像」，是由漫畫家藍所做的網路漫畫。2013年12月至2016年11月連載於免費APP《GANMA！》上。由旭Production製作的電視動畫於2015年7月至9月首播。

## 登場人物
數子（配音員：楠田亞衣奈）
本名「堇 」，19歲，家裏蹲。是一名偶像宅。
阿龍（配音員：梅原裕一郎）
雪
和人

### 偶像

#### 伊特莉歐（Itorio）
福岡縣絲島市的地區偶像組合。
桃菜（配音員：渡部优衣）
「Itorio」成員之一，是一名15歲的中學生。
由里乃（配音員：松井惠理子）
「Itorio」成員之一，15歲。
理奈（配音員：飯塚麻結）
「Itorio」成員之一，17歲。

#### 其他
麻理子（配音員：伊藤美來）
地下偶像。
鎌倉日奈美（配音員：內田彩）
18歲。
空山（配音員：荒川菜月）
與麻理子同一個事務所「DESEO」的地下偶像，是2人組「空山姐妹」中的空山菜摘。

### 其他
數子的姐姐（配音員：樺山南）
本名「楓」。
白澤徹

## 漫畫
2013年12月12日起連載於免費APP《GANMA！》上，2015年9月起因作者健康不佳而暫停連載。2冊EARTH STAR版單行本於2015年6月26日由EARTH STAR Entertainment發售，由作者自費出版的6冊單行本於2018年11月25日至2020年6月26日發售。

## 動畫
2015年3月號於《Newtype》雜誌發表將由旭Production製作電視動畫並於2015年7月首播的消息。2015年7月6日至9月21日播放。由川口敬一郎擔任導演、村上桃子擔任劇本寫作。

### 製作人員
- 原作：藍
- 導演：川口敬一郎（第1話）→工作人員字幕無記載（第2－5話）→山内東生雄（第6話）
- 劇本：村上桃子
- 角色設計：山根理宏
- 美術指導：小崎弘貴（STUDIO LOFT）
- 音響指導：長崎行男
- 攝影指導：五關壽
- 3DCG導演：真田竹志、籠屋大志
- 音樂製作人：深井康介、
- 音樂製作：F.M.F
- 動畫製作人：下村敬治
- 動畫製作：旭Production
- 製作：「Million Doll」製作委員會

### 主題曲
片頭曲
「Dreamin'×Dreamin'!!」（第1－3話）
作詞：hotaru，作曲、編曲：奥井康介，主唱：Itorio（松井惠理子、渡部優衣、飯塚麻結）
第5話作插入歌使用。
（第6－11話）
作詞：やしきん，作曲、編曲：eba，主唱：麻理子（伊藤美來）
片尾曲
（第11話）
作詞：hotaru，作曲、編曲：奥井康介，主唱：數子（楠田亞衣奈）
插入歌
「TA・BE・GO・RO@ガール！」（第2、4話）
作詞、編曲：，作曲：田代智一，主唱：鎌倉日奈美（内田彩）
「Take you to My PARTY!!」（第6話）
作詞：やしきん，作曲、編曲：eba，主唱：麻理子（伊藤美來）
「Sweet berry, Strawberry♡」（第7話）
作詞：hotaru，作曲、編曲：中山真斗，主唱：伊特莉歐（松井惠理子、渡部優衣、飯塚麻結）

### 各話列表
| 話數   | 日文標題 | 中文標題           | 分鏡       | 演出       | 作畫監督                              |
| ------ | -------- | ------------------ | ---------- | ---------- | ------------------------------------- |
| 第1話  |          | 家裏宅 VS 現場宅   | 川口敬一郎 | 菱川直樹   | 高阪雅基、菊永智英                    |
| 第2話  |          |                    | 川口敬一郎 | 菱川直樹   | 後藤孝宏、高阪雅基 小笠原憂、菊永智英 |
| 第3話  |          | 地下偶像與地區偶像 | 川口敬一郎 | 菱川直樹   | 菊永智英、小笠原憂                    |
| 第4話  |          | 數子的覺醒         | 川口敬一郎 | 菱川直樹   | 菊永智英、小笠原憂                    |
| 第5話  |          |                    | 川口敬一郎 | 菱川直樹   | 高阪雅基、小笠原憂                    |
| 第6話  |          | 各自的憂鬱         | 川口敬一郎 | 關田修     | 高阪雅基、小笠原憂                    |
| 第7話  |          | 進行中！數子會     | 川口敬一郎 | 佐土原武之 | 菊永智英、小笠原憂                    |
| 第8話  |          | 由里乃的真意       | 川口敬一郎 | 佐土原武之 | 高阪雅基                              |
| 第9話  |          | 麻理子的心事       | 川口敬一郎 | 佐土原武之 | 高阪雅基                              |
| 第10話 |          | 更多，我想更進一步 | 川口敬一郎 | 山内東生雄 | 高阪雅基                              |
| 第11話 |          | 目標，偶像出道！   | 辻初樹     | 辻初樹     | 菊永智英、小笠原憂                    |

## 外部連結
- Million Doll （页面存档备份，存于） （日語）
- Million Doll動畫網站 （日語）
- Million Doll（動畫）在動畫新聞網百科全書中的資料（英文）